# Бандито (Кунео)
Бандито (итал. Bandito) је насеље у Италији у округу Кунео, региону Пијемонт.
Према процени из 2011. у насељу је живело 2164 становника. Насеље се налази на надморској висини од 283 м.